# 그베어군

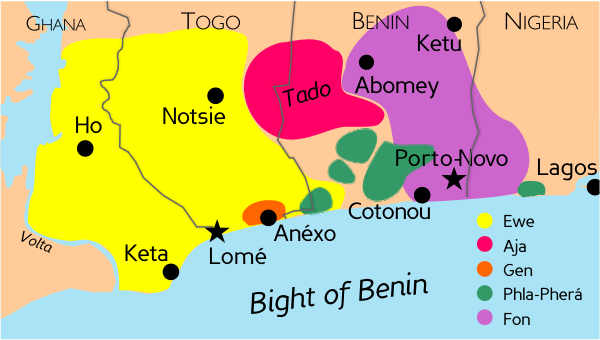
그베어군의 분포

그베어군(Gbe languages)은 가나 동남부에서 나이지리아 서남부까지 이르는 일대의 지역에서 쓰이는 20개 전후의 언어들이 이루는 어군이다. 가장 많이 쓰이는 것은 가나와 토고에서 쓰이는 에웨어(에웨족 인구 약 1천만 명)와 폰어(폰족 인구 약 5백만 명)이다. 전통적으로 니제르콩고어족의 콰어군에 분류되어 왔으나 최근에는 볼타니제르어군 하에 분류되고 있다. 크게 5개의 방언군 곧 에웨어(Ewe), 폰어(Fon), 아자어(Aja), 겐어(Gen), 훌라훼라어군(Phla–Pherá)으로 나눌 수 있다.
공통적으로 성조가 있고 유형론적으로 고립어이며, 기본 어순을 SOV형으로 가진다. Gbe라는 이름의 gb는 유성 양순 연구개 파열음 [ɡ͡b]를 가리킨다.